# Gentiana kaohsiungensis
Gentiana kaohsiungensis är en gentianaväxtart som beskrevs av Chih H. Chen och J.C. Wang. Gentiana kaohsiungensis ingår i släktet gentianor, och familjen gentianaväxter. Inga underarter finns listade i Catalogue of Life.